# 天主教春禄教区
天主教春祿教區（拉丁語：Dioecesis Xuanlocensis）是越南一個羅馬天主教教區，屬胡志明市總教區。
2019年有教友1.015.315人（佔教區轄地總人口三分之一）、248個堂區、650名司鐸。現任主教為阮主程。其座堂是基督君王座堂。設有胡志明市總教區聖若瑟大修院春祿分院。
1965年10月14日自西貢總教區分出，成為獨立的教區。

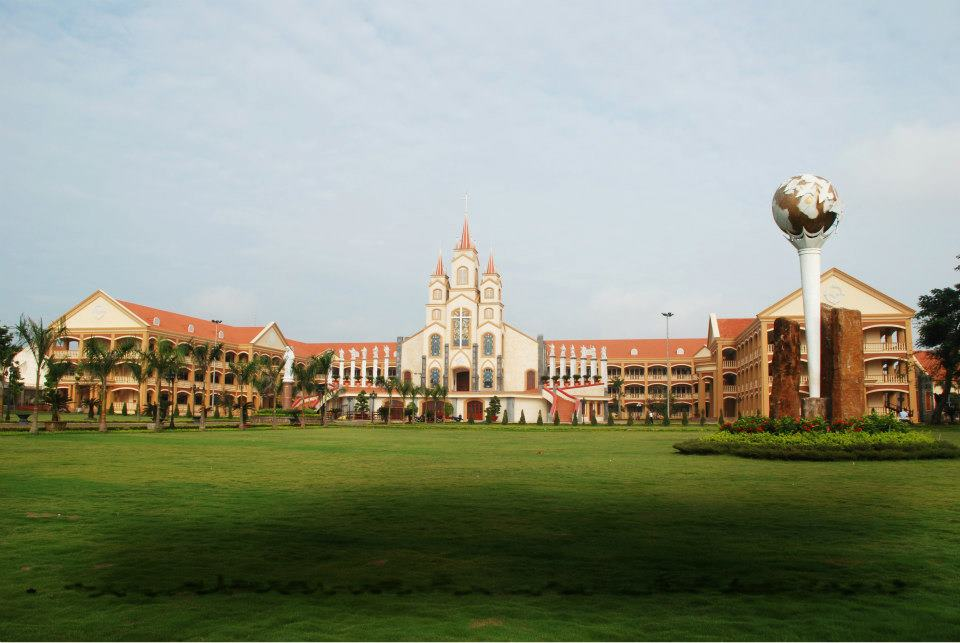
聖若瑟大修院春祿分院